# 國際勞工組織
国际劳工组织（英語：International Labour Organization - ILO）是联合国的一个专门机构，也是联合国唯一的三方机构（政府、雇主和工人）。该组织成立于1919年，其设立是《凡尔赛和约》的组成部分。该组织制订劳工标准、政策和计划，促进所有女性和男性享有体面劳动，追求社会正义以建立世界持久和平。该组织因保障社会正义、努力增进国家间情谊获得了1969年诺贝尔和平奖。截至2021年3月，该组织共有187个成员国。
1919年1月至4月期间，巴黎和会先后于巴黎和凡尔赛宫召开了会议，其设立的劳工委员会起草了《国际劳工组织章程》，国际劳工组织作为国际联盟的附属机构成立。《章程》借鉴了国际劳工立法协会（1901年于巴塞尔成立）运作中产生的理念，其序言概括了包括安全、人道、政治和经济等驱动该组织诞生的因素。
鉴于只有以社会正义为基础，才能建立世界持久和平；
鉴于现有的劳动条件使很多人遭受不公正、苦难和贫困，以致产生如此巨大的动荡，使世界和平与和谐遭受危害；改善此种条件是当务之急；例如，通过规范工时，包括确立工作日和工作周的最长限度，规范劳动力供应，防止失业，提供足够维持生活的工资，对工人因工患病和因工负伤予以保护，保护儿童、青年和妇女，提供养老金和残废抚恤金，保护工人在外国受雇时的利益，承认同工同酬的原则，承认结社自由的原则，组织职业教育和技术教育，及其他措施；
鉴于任何一国不实行合乎人道的劳动条件，会对愿改善本国条件的其他国家构成障碍；
各缔约国出于正义和人道的感情，以及谋求世界永久和平的愿望，并为实现本序言所提出的各项目标，赞同下列国际劳工组织章程：

……——国际劳工组织章程序言
1919年10月，在华盛顿召开的第一届国际劳工大会通过了六项国际劳工公约，包括（工业）工时公约、失业公约、保护生育公约、（妇女）夜间工作公约、（工业）最低年龄公约和（工业）未成年人夜间工作公约；1920年夏，该组织选址于日内瓦，阿尔伯特·托马斯出任国际劳工局第一任局长，后者在不到两年的时间推动该组织通过了16项公约和18项建议书，但这种早期热情很快消减。1940年5月，出于战时安全考虑，该组织总部临时迁往蒙特利尔。
1946年，该组织成为联合国的一个专门机构，并于第29届国际劳工大会通过了最后条款修正公约，该公约全称对国际劳工组织全体大会最初二十八届会议通过的各公约予以局部的修正以使各该公约所赋予国际联盟秘书长的若干登记职责今后的执行事宜有所规定并因国际联盟的解散及国际劳工组织章程的修正而将各该公约一并酌加修正的公约，主要列明了因国际联盟解散而应修改的过往合约的部分字样，比如“国际联盟秘书长”改为“国际劳工局局长”、删除“国际联盟的”等。
1960年，该组织在日内瓦成立了国际劳工研究所；1965年，该组织在都灵建立了国际培训中心。1969年，该组织在成立50周年之际被授予诺贝尔和平奖。

## 组织运作

### 成员资格
三类国家可成为国际劳工组织成员国：:6
1. 1945年11月1日已是该组织成员国的国家；
2. 函告国际劳工局局长正式接受国际劳工组织章程所载义务的联合国创始会员国、联合国会员国；
3. 函告国际劳工局局长正式接受国际劳工组织章程所载义务的，经2/3国际劳工组织大会与会代表投票赞成（包括2/3到会并参加投票的政府代表投票赞成）的国家。

### 组织机构
国际劳工组织组成机构包括：:6
1. 成员国代表大会；
2. 理事会；
3. 在理事会管辖下的国际劳工局。

#### 成员国代表大会
国际劳工组织成员国代表大会，又称国际劳工大会，负责制订国际劳工标准以及国际劳工组织政策。该组织章程规定成员国代表大会在必要时随时召开会议，每年至少一次。大会由成员国各派四名代表（两名政府代表、一名雇主代表和一名工人代表）组成，代表可随带顾问；每名代表对于大会所审议的一切事项享有个人表决权。:7

#### 理事会
理事会是该组织的执行委员会。该组织章程规定理事会由56人构成：代表政府的28人（其中10人须由主要工业成员国委派，其余18人须由不包括上述10个成员国在内的出席大会的政府代表所选定的成员国来委派），代表雇主的14人（由出席大会的雇主代表选举产生），和代表工人的14人（由出席大会的工人代表选举产生）；任期3年。理事会选举一位主席，二位副主席；此三人应一人代表政府、一人代表雇主、一人代表工人。:7-8

#### 国际劳工局

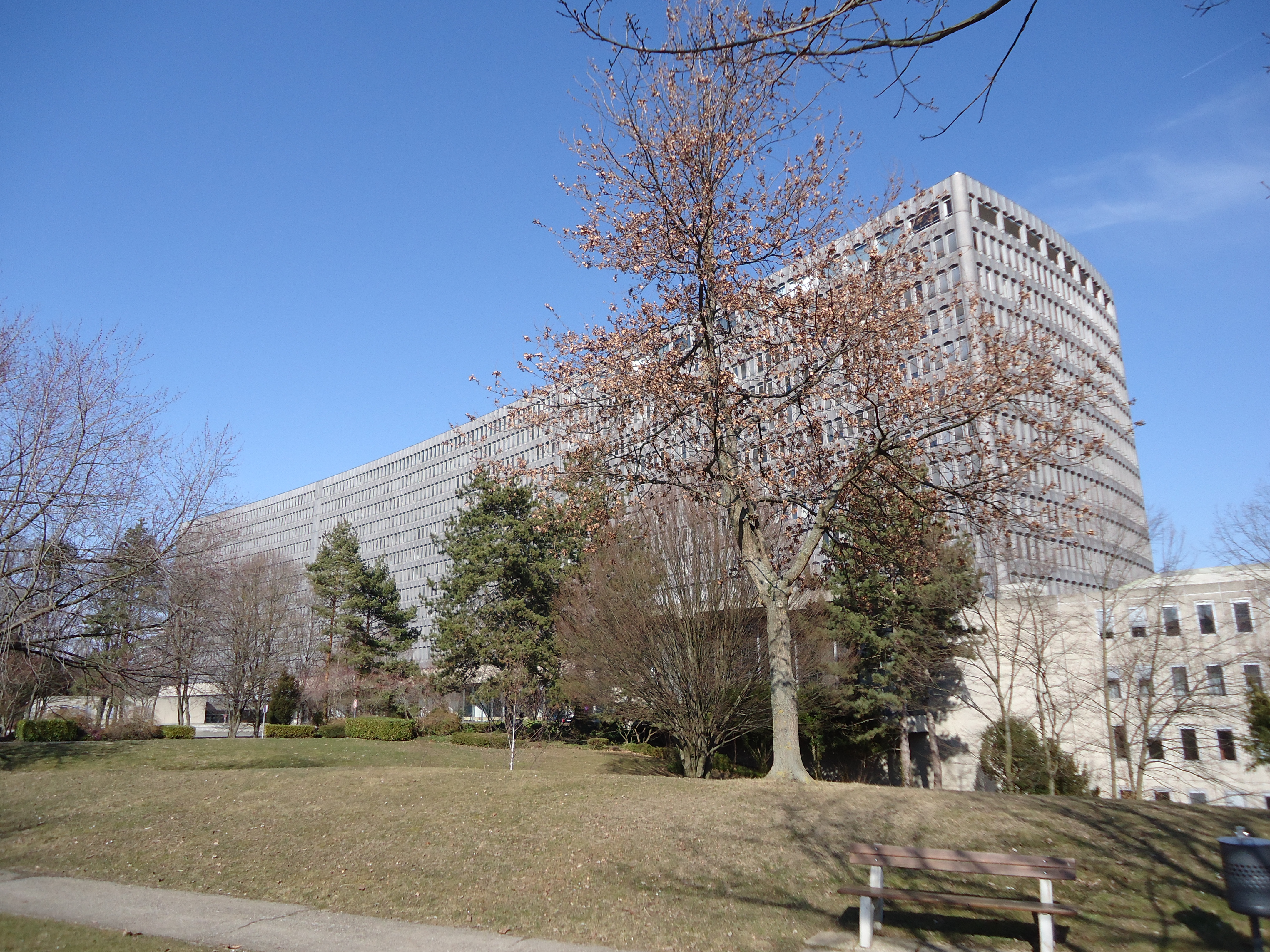
组织总部

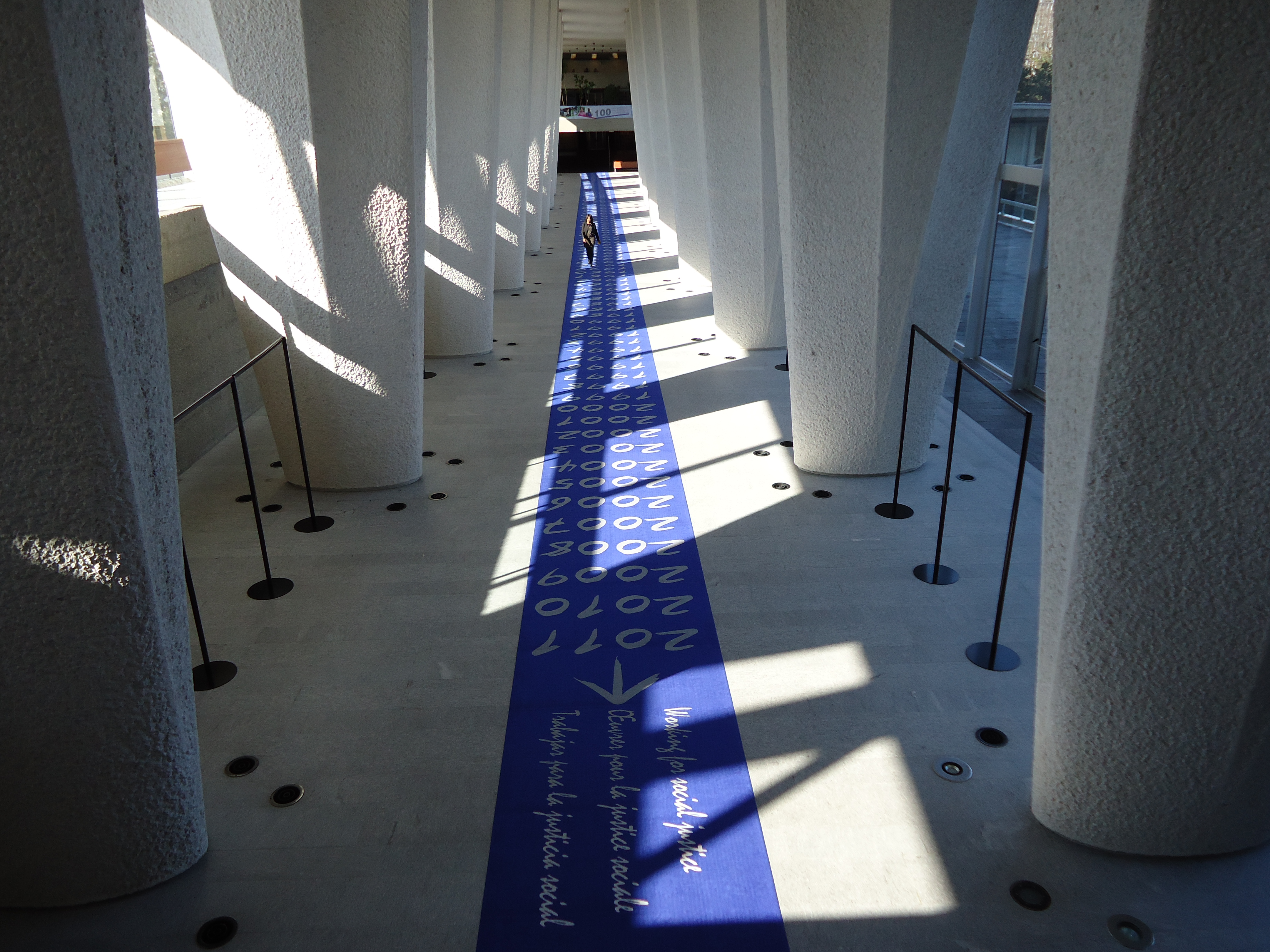
總部大廳

国际劳工局是该组织的常设秘书处，设一位由理事会任命的局长，局长须任大会秘书长。国际劳工局在理事会的监督和局长的领导下开展工作。:8, 11
| 任次 | 姓名                       | 国籍   | 就任   | 卸任   |
| ---- | -------------------------- | ------ | ------ | ------ |
| 1    | 阿尔伯特·托马斯            | 法國   | 1919年 | 1932年 |
| 2    | 哈罗德·巴特勒              | 英国   | 1932年 | 1938年 |
| 3    | 约翰·怀南特                | 美国   | 1939年 | 1941年 |
| 4    | 爱德华·费兰                | 爱尔兰 | 1941年 | 1948年 |
| 5    | 戴维·莫斯                  | 美国   | 1948年 | 1970年 |
| 6    | 克拉伦斯·威尔弗雷德·詹克斯 | 英国   | 1970年 | 1973年 |
| 7    | 弗朗西斯·布兰查德          | 法國   | 1974年 | 1989年 |
| 8    | 米歇尔·汉森                | 比利时 | 1989年 | 1999年 |
| 9    | 胡安·索马维亚              | 智利   | 1999年 | 2012年 |
| 10   | 盖伊·莱德                  | 英国   | 2012年 | 2022年 |
| 11   | 吉尔伯特·洪博              | 多哥   | 2022年 | 现任   |

### 多边合作
国际劳工组织通过提供数据、分析和建议等方式与二十国集团、七国集团和金砖国家等保持合作。

## 使命影响
国际劳工组织制订了《体面劳动议程》，议程的核心战略目标包括：
1. 制订和促进劳工标准及工作中基本原则和权利；
2. 为体面就业和收入创造更多机会；
3. 扩大全民社会保护覆盖，并提高社会保护的有效性；
4. 加强三方合作和社会对话。

该组织认为议程有助于改善经济和工作条件，使所有工人、 雇主和政府享有持久和平、繁荣和进步。